# Japão, uma Viagem no Tempo
Japão, uma Viagem no Tempo é um documentário em forma de minissérie de 1985, dividida em temas, que descreve o Japão, visando compreender o contraponto entre a tecnologia japonesa e o respeito por suas tradições. Dirigido por Walter Salles, é a primeira produção brasileira rodada em Betacam. Foi ao ar em 1986, pela Rede Manchete. 

## Sinopse
Tókio com sua superpopulação é um novo estágio da modernidade, que não implica a destruição de épocas passadas. É o ponto de encontro entre o oriente e o ocidente e tenta correr a frente de seu tempo sem destruir seu passado. Os japoneses gostam de mudança, eles não se prendem a coisas antigas. O Japão é o país das imagens, pois para eles, visualizar é melhor do que ler. Na jardim de infância, por exemplo, os alunos de 3 a 4 anos de idade aprendem a fazer contas e a escrever pelo computador. O computador era um artigo de luxo e as crianças o viam como seus melhores amigos.

O Japão se transformou em um dos centros mais comuns do mundo em relação à moda, tradições, comidas, arquitetura pós-moderna e música de alta tecnologia. No Japão, a sociedade industrial cedeu lugar à sociedade de comunicação, pois é uma sociedade de informações. Tudo é imenso e a cada dia cresce mais o número de pessoas, de automóveis e prédios. Tókio sempre está em processo de construção e reconstrução, os japoneses não tem medo de mudar, eles conservam a eternidade, renovando o tempo todo.

O Japão é um país tradicionalista. Nas paredes das casas é comum ter muitos quadros pendurados de seus ancestrais. Como também o ofurô, onde havia os banhos públicos e onde as pessoas se reuniam para se distraírem e conversarem entre si. Outro ponto de encontro comum entre os japoneses, eram os Saquê Bar, pois no Japão o Saquê é uma bebida sagrada e mágica, símbolo de civilidade e gentileza, um verdadeiro ritual. É comum encontrar na cidade de Tókio as pessoas usando máscaras higiênicas para impedir que as outras pessoas contraiam a gripe, essa forma é um pequeno cuidado que os japoneses encontram de expressar o respeito pela sociedade. Outro exemplo de tradição, é a limpeza das ruas e calçadas, feitas pelas próprias pessoas e não ganham nada por isso.

O Japão chegou no final do Século XX tendo solucionado todos os seus problemas: uma sociedade perfeita, povo absolutamente igual e homogêneo. Possuem a capacidade de se renovar constantemente sem abandonar as raízes que cria as condições necessárias para a atual modernidade dos artistas japoneses. É um país habitado por nômades que não perderam suas raízes.

## Produção
O Documentário foi dirigido pelo Diretor e Produtor de Cinema, Walter Salles, em 1985, onde foi ao ar em 1986, passado pela Rede Manchete. Foi a primeira produção brasileira rodada em Betacam. A narração foi deita pelo ator José Wilker e a sonorização pelo Maurício Cockell. Os produtores da minissérie foram João Moreira Salles e Monika Aranha. Na fotografia José Guerra e no ideograma Tomie Ohtake.

## Lançamento
Documentário brasileiro lançado em 1986 pela TV Rede Manchete.